# Rolandas Maščinskas
Rolandas Maščinskas (Prienai, 6 de agosto de 1992) es un deportista lituano que compitió en remo.
Ganó tres medallas en el Campeonato Mundial de Remo entre los años 2013 y 2018, y seis medallas en el Campeonato Europeo de Remo entre los años 2011 y 2018.
Participó en los Juegos Olímpicos de Londres 2012, ocupando el sexto lugar en la prueba de doble scull.

## Palmarés internacional
| Campeonato Mundial | Campeonato Mundial        | Campeonato Mundial | Campeonato Mundial |
| Año                | Lugar                     | Medalla            | Prueba             |
| ------------------ | ------------------------- | ------------------ | ------------------ |
| 2013               | Chungju (Corea del Sur)   | Medalla de plata   | Doble scull        |
| 2015               | Aiguebelette (Francia)    | Medalla de plata   | Doble scull        |
| 2017               | Sarasota (Estados Unidos) | Medalla de oro     | Cuatro scull       |
| Campeonato Europeo |                           |                    |                    |
| Año                | Lugar                     | Medalla            | Prueba             |
| 2011               | Plovdiv (Bulgaria)        | Medalla de oro     | Doble scull        |
| 2013               | Sevilla (España)          | Medalla de plata   | Doble scull        |
| 2014               | Belgrado (Serbia)         | Medalla de oro     | Doble scull        |
| 2016               | Brandeburgo (Alemania)    | Medalla de bronce  | Doble scull        |
| 2017               | Račice (República Checa)  | Medalla de oro     | Cuatro scull       |
| 2018               | Glasgow (Reino Unido)     | Medalla de plata   | Cuatro scull       |